# Puech de Montgrand
Le puech de Montgrand est un sommet montagneux du sud du Massif central, situé sur le territoire de la commune de Lacaune. Il est le deuxième plus haut sommet des monts de Lacaune et du département du Tarn à 1 269 m, après le puech de Rascas.
Le sommet n'est pas accessible aux randonneurs. Il est occupé par des installations militaires radio et radar. Il dépend de la base aérienne 125 Istres-Le Tubé.